# Біогеоценологія

Схема біогеоценозу

Біогеоценологія (від біо-…, гео-…, дав.-гр. koinos — загальний, спільний та logos — слово, вчення) — наука про взаємозв'язані та взаємодіючі комплекси живої і косної природи — біогеоценози та їх планетарну сукупність — біогеосферу.
Зародилася біогеоценологія в надрах геоботаніки, але згодом розвивалася на межі біологічних та географічних наук, відображаючи комплексний рівень вивчення живої природи. Фундатор біогеоценології радянський геоботанік, академік АН СРСР, уродженець Слобожанщини Володимир Сукачов. Починаючи з 1940 року в низці праць він визначив основні положення науки, її теоретичні і практичні завдання, зв'язок з іншими науками, програму і спрямованість досліджень. Значну роль в розвитку сучасної біогеоценології відіграли праці Василя Докучаєва, Георгія Морозова, Роберта Аболіна, які виходили з уявлення про єдність природи, та Володимира Вернадського, який встановив велетенське планетарне значення організмів — живої речовини.

## Склад біогеоценозу
А. Живі компоненти біогеоценозу, що утворюють біоценоз.
І. Ценокомплекс автотрофів — з цепопопуляцій рослин та інших живих істот фото- і хемосинтетиків, утворювачів первинної біологічної продукції з елементів косного середовища:
1. фототрофів — зелені вищі і нижчі рослини і деякі види джгутикових;
2. хемотрофів — бесхлорофільні хемотрофні бактерії.

II. Ценокомплекс біотрофів — з ценопопуляцій тварин і почасти рослин і мікроорганізмів — споживачів і трансформаторів живої біомаси та прижиттєвих виділень і утворювачів вторинної біологічної продукції:
1. фітофаги — травоїдні тварини, мікроорганізми і рослини-паразити та напівпаразити;
2. зоофаги — м'ясоїдні (хижі) тварини, мікроорганізми, комахоїдні рослини, тварини і мікроорганізми-паразити.

III. Ценокомплекс сапротрофів — з ценопопуляцій мікроорганізмів, а також тварин і рослин, споживачів і деструкторів відмерлих решток, покидьків і трупів рослинного і тваринного походження;
1. сапрофаги — мікроорганізми, безхребетні і деякі види хребетних тварин;
2. сапрофіти — гриби та деякі види вищих сапрофітних рослин.

Б. Косні компоненти біогеоценозу, що складають екотоп, який біоценозом перетворюється на біотоп.

IV. Аеротоп — перетворене біоценозом повітряне середовище.

V. Едафотоп — перетворене біоценозом ґрунтове середовище.

## Зв'язок з іншими науками
Біогеоценологія тісно пов'язана з ландшафтознавством, ґрунтознавством, кліматологією, біоценологією, мікробіологією, біогеохімією тощо.

## Завдання
До кола питань, які вирішуються біогеоценологією, входять: 
- дослідження структури, властивостей і функцій компонентів (складових) біогеоценозів і розшифровка механізмів їх зв'язків;
- вивчення потоків речовини і енергії в них, а також частки і форми участі їх компонентів в матеріально-енергетичному метаболізмі всього комплексу і особливо в його біологічній продуктивності;
- вивчення перетворення одними компонентами станів, властивостей і роботи інших;
- визначення їхньої ролі в змінах і динаміці біогеоценозу; встановлення реакцій компонентів і біогеоценозу в цілому на стихійні впливи і господарської діяльність людини;
- вивчення стійкості біогеоценозів та їх регуляторних механізмів;
- дослідження взаємозв'язків та взаємодій як між сусідніми, так і між більш далекими біогеоценозами, які забезпечують єдність біогеосфери та її вагомих частин.

## Практичне значення
Вирішити ці завдання можливо лише при участі в дослідження широкого кола фахівців (ботаніків, зоологів, фізіологів, мікробіологів, ґрунтознавців, кліматологів, біохіміків та ін. Ці завдання потребують тривалих термінів досліджень, використання досліду (як в природних умовах, так і на моделях), широкого застосування кількісних методів вивчення, використання математичного аналізу і статистичної обробки даних. Від успішного вирішення завдань біогеоценології залежать: 
- можлива точність прогнозування наслідків втручання людини в хід природних процесів;
- можливість спрямованої регуляції зв'язків і взаємодій компонентів біогеоценозу для одержання найбільш високого і вигідного господарчого ефекту (головним чином підвищення біологічної продуктивності);
- вибір шляхів господарського використання матеріально-енергетичних ресурсів біогеосфери та її частин.

Особливо істотне значення біогеоценології для практики лісового і сільського господарства. З'ясоване також її важливе методологічне значення для вивчення середовища життя людини на Землі і для космонавтики, захисту промислових виробів, продуктів харчування, кормів від ушкодження біологічними компонентами біосфери, для охорони природи та ін.